# Tanaostigma slossonae
Tanaostigma slossonae is een vliesvleugelig insect uit de familie Tanaostigmatidae. De wetenschappelijke naam is voor het eerst geldig gepubliceerd in 1911 door Crawford.